# Ресенський палац
Ресенський палац (мак. Ресенски сарај) — це неокласична історична пам’ятка, яка розташована в місті Ресен, Північна Македонія. Палац збудований наприкінці XIX століття місцевим османським беєм Ахмедом Ніязі-бей Реснелі. Будівля за своїм стилем є унікальною в Північній Македонії.
В палаці зараз знаходиться музей, галерея та бібліотека. Місцеві мешканці Ресену називають будівлю просто «сарай». Слово сарай походить з турецької мови та означає палац.

## Загальні відомості
Ресенський палац збудований в неокласичному архітектурному стилі. Будівля є симетричною, при цьому найвища частина розміщена посередині фасаду та має 35 метрів висоти. Палац має підвальну частину, головний поверх, другий поверх та мансардне приміщення. Загальна площа всіх кімнат сягає 7800 м². Екстер’єрні стіни мають товщину від 60 до 105 см. Фасад містить багато скульптурних деталей. Дах будинку спочатку був дерев’яний, але під час реконструкції в 1982, був замінений на металопрофіль.

## Історія

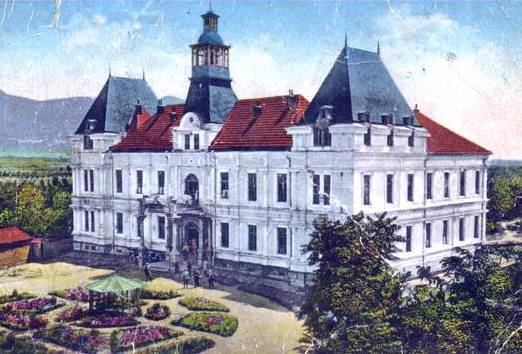
Ресенський палац на початку 20 століття

Ахмед Ніязі-бей Реснелі був беєм Ресенського регіону наприкінці XIX ― початку XX століття та брав участь в Молодотурецькій революції. Бей забажав собі маєток у французькому стилі, мабуть, після отримання листівки зі зображенням Версалю.
Будівництво Ресенського палацу розпочалося в 1905 році. Екстер’єр будівлі був закінчений в 1909 ― після Молодотурецької революції. Все інше, включаючи інтер’єр, стояло недороблене ще кілька років після Балканських воєн та Першої світової війни (до 1922). Ахмед Ніязі-бей Реснелі помер, мабуть, у 1912 році в Дурресі, тому він так ніколи і не побачив закінченого варіанту власного маєтку.
Після Балканських воєн, Ресенський палац використовувався для різних функцій. Вперше задіяний в цілях розміщення міської адміністрації за Королівства Сербії, а потім Королівства Югославії. Під час Другої світової війни, будівля використовувалася окупаційною владою. Після війни тут розташовувалася мерія Ресену, а пізніше місцева бібліотека. У кінцевому результаті Ресенський палац став музеєм та галереєю, яким є і досі.
Дах будівлі був реконструйований двічі: в 1982 та знову у 2005.

## Теперішнє використання
В Ресенському палаці на сьогодні розміщені такі культурні інституції як «Dragi Tozija House of Culture», «Resen Ceramic Colony», «Keraca Visulčeva Gallery» та бібліотека. 
- «The Dragi Tozija House of Culture» ― філія Музею Північної Македонії в Скоп’є. Також тут проводять спектаклі, літературні читання та інші культурні події.[3][10]

- «The Resen Ceramic Colony» ― музей кераміки. Установа є членом Міжнародної академії кераміки ЮНЕСКО.[3][11]

- Галерея Ресенського палацу містить багато робіт відомого македонського художника Кераци Висулчева.

- Місцева бібліотека в маєтку існує ще з 40-х років XX століття. На сьогодні містить більше ніж 31000 книг.[3][4]